# Abborragyl (Skåramåla, Almundsryd, Småland)
Abborragyl är en liten sjö i byn Skåramåla, Almundsryds socken, Tingsryds kommun i Småland. 
Sjön, som är omgiven av skog, har inga stora inflöden. Avflödet rinner söderut där vattnet efter en knapp kilometer når Mörrumsån. 
 Abborragyl ingår i Mörrumsåns huvudavrinningsområde.